# でびるち
『でびるち』は、むすあきによる日本のラブコメ漫画作品。コミックスマートが運営するウェブコミック配信サイト『GANMA!』にて、2016年1月3日から2021年5月3日まで毎週月曜日更新で連載された。単行本はアース・スター エンターテイメントより刊行されている。2017年に行われた「100万人が選ぶ面白いWEBコミックはこれだ!2018」のオトコ編ランキング4位にランクインしたことがある。

## あらすじ
普通の男子高校生・日野冬樹はうっかり体育の授業中まで寝てしまい、慌てて着替えようとして男子更衣室に向かおうとするものの、誤って女子更衣室の扉をあけてしまい、クラスで最も気になる存在である咲場ヨミナの正体を知る。これをきっかけに冬樹はヨミナの抱える問題とヨミナの監視の為に校内で生徒として在籍する天使の存在を知ることになる。
そこから、天使と悪魔の熾烈な戦いや、登場人物の裏切りによる戦い、2人(咲場ヨミナと日野冬樹)の青春ストーリーなど、様々な物語が描かれる。

## 登場人物
声優はWebマンガ雑誌GANMA!4週連続スペシャルムービーのもの。

### 主要人物
日野冬樹（ひの ふゆき）
【2月16日生まれ/年齢:16】
本作主人公で普通の男子高校生。燕子花高校2年1組。クラスメイトの咲場ヨミナの正体を知り、友達となる。正義感が強く友達思いであり、ウザがられるレベルの世話好きでもある。自惚れることがよくある。もみあげが特徴的。
縁寺からの評価は100点満点中マイナス2540点。
咲場ヨミナ（さくば よみな）
声 - 佳村はるか
【3月14日生まれ/年齢16/能力:吸収】
本作ヒロイン。燕子花高校2年1組。容姿端麗・頭脳明晰・スポーツ万能だが、当初は人との接触を避けていた。人とサキュバスとのハーフだが、当初は性的な耐性が無く、保健の授業は苦手であった。
本来は明るく、前向きな性格であったが過去の出来事で内気な性格となる。
単行本1巻、3巻、4巻の表紙に登場している。
2018年8月19日に最終結果発表が行われた作品横断投票イベント「GANMA！総選挙」で5位に入り、GANMA!5（応援大使）の1人に選ばれる。

### 2年1組[2]
相川恵美（あいかわ えみ）
【誕生日：8月1日/年齢16】
冬樹や剛志と小学校からの幼馴染でクラスメイトの女子。バスト111cmと作中屈指の巨乳。
明るい性格で誰とでも仲が良い。ハンドボール部所属でヨミナより運動神経は良い。また、ポニーテール系がメインながら、髪型をコロコロ変える。
安藤剛志（あんどう つよし）
【誕生日:5月5日/年齢17】
恵美や冬樹の幼馴染でクラスメイトの男子。運動音痴で女子ハンドボール部マネージャー。
あまり自己主張をしない性格であり、人と目を合わす事が苦手なため、前髪を切りたがらず前髪で目元が隠れている。
縁寺エル（えんじ える）
【12月24日生まれ/年齢16】
冬樹らのクラスメイトで風紀委員。ツンデレ。
実は天使名を持たない下位天使。
作中屈指の貧乳で小学生のイヨナより小ぶり。また容姿的に小学生と間違われることがある。
クラスでは猫を被っており、面倒見がよく、頼りになる。通常は誰に対しても丁寧な言葉で接するが汚い言葉がたまに出る。
単行本2巻の表紙に登場している。
黒南風百合奈（くろはえ ゆりな）
一見大人しい性格に見えるが、マンガ、アニメ、ゲーム好きであり、コスプレ衣装を自作したり、コスプレイベントに参加したりと活発に行動する。

### 風紀委員
正義ミカコ（まさぎ みかこ）
【9月29日生まれ/年齢:17/能力：神炎】
燕子花高校3年C組の女子生徒で風紀委員長。縁寺の上司だが風紀委員らしからぬ発言で突っ込まれることがある。
甘いものと正義なことが好きで、加糖の紅茶を苦いと感じるレベルの甘党。弱点は泳げないこと。
正体は大天使ミカエル。姉は堕天使。
能力上、特注の耐火性セーラー服を着用しているが耐え切れずに燃える。武器は耐火竹刀。
リエ
【9月29日生まれ/年齢:17/能力：伝心（テレパシー）】
燕子花高校3年C組の女子生徒でミカコの傍に居ることが好き。正体は大天使ガブリエル。

### 生徒会
ヤハウェ
燕子花高校生徒会長を務める女子生徒。全天使を使う、全知全能の神。主張の激しい巨乳の持ち主
2019年8月31日に最終結果発表が行われた作品横断投票イベント「GANMA！総選挙2019」で3位に入り、GANMA!5（応援大使）の1人に選ばれる。
ウリン
燕子花高校副会長を務める褐色ギャルの女子生徒。正体は三大天使ウリエルでウリンは地上での名。
筋を通す性格で部下の不始末に対しては人間相手でも頭を下げる。可愛いもの好き。
シャルロット
【能力：雪（スノウ）】
燕子花高校生徒会に所属する女子生徒で天使。地上での名前は不明。正体は天使シャルギエル
李伍（リウー）
【能力：力（パワー）】
燕子花高校生徒会に所属する男子生徒で天使。正体はゼルエル
見た目はモヒカンの不良で言動も粗暴であるが、付き合いが良い面もある。
蛭柄風斗（ひるえ ふうと）
燕子花高校1年男子。生徒会所属。
学校では日野の後輩であり、バイト先では先輩にあたる。正体は天使ルヒエルで人と天使のハーフ。妹がいる。

### 咲場家
スモモ
【3月2日生まれ】
咲場家の居候の少女。ヨミナに命を救われた悪魔でアスモデウス家の当主。
咲場イヨナ
【6月12日生まれ】
ヨミナの実妹でサキュバスと人間のハーフ。小学2年生。

### 日野家
冬樹の母
専業主婦で料理以外はすべてこなす。味音痴なため、お粥すらも不味く作る。

### 七つの大罪
ルシファー
最上級悪魔で7つの大罪の1人でもある女性の悪魔。堕天使。ヨミナの力を利用することを目論む。

## 用語
燕子花高校（かきつばたこうこう）
冬樹やヨミナらが通う高校で本作の主要舞台の一つ。
作中、創立29年目で生徒数は男子445名、女子403名である。
部活動は女子ハンドボール部が全国レベルで有名である
昨年度入試の実質倍率は2.11倍である。
制服は、男子がブレザー系、女子はセーラー服系である。
咲場邸
ヨミナとイヨナの実家で、スモモの居候先。本作の主要舞台の一つ。
大きな日本家屋で庭がとても広く、池に鯉もいる。離れの建物は物置になっている。
大天使
神に近い能力を持ち、天使を統べる最上位天使。
従来はミカエル（正義ミカコ）、ガブリエル（リエ）、ウリエル（ウリン）、ラファエルの4名であったが、ラファエルが降りて3名となる。

## 書誌情報
- むすあき 『でびるち』アース・スター エンターテイメント〈アース・スターコミックス〉、既刊4巻（2018年4月12日現在）
  1. 2016年12月12日発売、ISBN 978-4-8030-0971-2
  2. 2017年4月12日発売、ISBN 978-4-8030-1027-5
  3. 2017年8月10日発売、ISBN 978-4-8030-1086-2
  4. 2018年4月12日発売、ISBN 978-4-8030-1177-7